# Offensive Aserbaidschans gegen Arzach (September 2023)
Am 19. und 20. September 2023 startete Aserbaidschan eine groß angelegte Militäroffensive gegen die selbst erklärte, abtrünnige Republik Arzach. Der Angriff wurde als weiterer, bisher größter Verstoß gegen das Waffenstillstandsabkommen im Bergkarabachkrieg 2020 angesehen. Die Offensive fand in der umstrittenen Region Bergkarabach statt, die international als Teil Aserbaidschans anerkannt ist, aber von Armeniern bewohnt wird. Die Angriffe ereigneten sich inmitten einer eskalierenden Krise, die durch die Blockade der Republik Arzach 2022–23 durch Aserbaidschan verursacht wurde, was zu erheblichen Engpässen bei lebenswichtigen Gütern wie Nahrungsmitteln, Medikamenten und anderen Gütern in der betroffenen Region geführt hat.
Einen Tag nach Beginn der Offensive, am 20. September, wurde auf Vermittlung des russischen Friedenssicherungskommandos in Bergkarabach eine Einigung über die vollständige Einstellung der Feindseligkeiten erzielt. Aserbaidschan hielt am 21. September in Yevlax ein erstes Treffen mit Vertretern der Bergkarabach-Armenier ab und weitere Treffen folgten. Dennoch wurden am 21. September sowohl von Arzach, als auch von Anwohnern in Stepanakert erste Verstöße gegen den Waffenstillstand durch Aserbaidschan gemeldet.
Menschenrechtsorganisationen und Experten für Völkermordprävention haben mehrfach Warnungen herausgegeben, in denen sie darauf hinweisen, dass die indigene armenische Bevölkerung dem Risiko ethnischer Säuberungen und von Völkermord ausgesetzt oder bereits Opfer davon ist. Auch das EU-Parlament sprach von einer „ethnischen Säuberung“ der armenischen Bevölkerung durch Aserbaidschan. Luis Moreno Ocampo, der früheste Chefankläger des Internationalen Strafgerichtshofs, hat gewarnt, dass ein weiterer Völkermord an den Armeniern drohe, und führte auf die Untätigkeit der internationalen Gemeinschaft zurück, dass sich Aserbaidschan darin bestärkt fühle, weil es keine ernsthaften Konsequenzen haben werde.

## Hintergrund
Der Bergkarabachkonflikt ist ein ethnischer und territorialer Konflikt zwischen Armenien und Aserbaidschan um die Region Bergkarabach, die überwiegend von ethnischen Armeniern bewohnt wurde. Die Region Bergkarabach wurde bis zum Krieg um Bergkarabach 2020 vollständig von der abtrünnigen Republik Arzach beansprucht und teilweise de facto bis 2023 von ihr kontrolliert, ist jedoch international als Teil Aserbaidschans anerkannt. Aserbaidschan kontrollierte seit Ende 2020 de facto ein Drittel der Region Bergkarabach sowie die im Waffenstillstandsabkommen 2020 zurückgegebenen sieben umliegenden Bezirke.
Der Konflikt war 1988 eskaliert, als die Karabach-Armenier die Übergabe der Region von Sowjet-Aserbaidschan an Sowjet-Armenien forderten, was den Ersten Bergkarabachkrieg 1988–94 auslöste, der von beiden Seiten mit großer Brutalität, auch mit Massakern und Vertreibungen der Zivilbevölkerungen, geführt wurde. Armenische Freischärler und reguläre Truppen gewannen diesen Krieg, besetzten die vorwiegend von Aserbaidschanern bewohnten Regionen um Karabach herum als „Sicherheitszone“ und vertrieben die aserbaidschanische Zivilbevölkerung; Aserbaidschan wies alle Armenier aus oder vertrieb sie (ca. 300.000), Armenien und Bergkarabach vertrieben wiederum alle Aserbaidschaner (ca. 724.000). 2017 benannte sich die international nicht anerkannte Republik Bergkarabach in Arzach um. Vom 27. September bis 10. November 2020 forderte der durch eine groß angelegte aserbaidschanische Offensive ausgelöste Zweite Bergkarabachkrieg Tausende Opfer und führte zu einem bedeutenden Sieg Aserbaidschans. Am 10. November wurde durch ein dreiseitiges Waffenstillstandsabkommen ein Waffenstillstand geschlossen, der dazu führte, dass Armenien und Arzach die besetzten Gebiete um Bergkarabach sowie ein Drittel von Bergkarabach selbst verloren. In Bergkarabach und an der armenisch-aserbaidschanischen Grenze kam es nach dem Krieg im Jahr 2020 weiterhin häufig zu Verstößen gegen den Waffenstillstand, die immer wieder Todesopfer forderten. Im von Aserbaidschan besetzten Teil Bergkarabachs lebte keine armenische Zivilbevölkerung mehr.
Seit dem Krieg von 2020 hat Aserbaidschan sein vormaliges Angebot eines Sonderstatus oder einer Autonomie, das es in (gescheiterten) Verhandlungen vor dem zweiten Bergkarabachkrieg an seine indigenen armenischen Einwohner gemacht hatte, zurückgezogen und besteht stattdessen auf ihrer vollständigen „Integration“ in Aserbaidschan. Internationale Vermittler und Menschenrechtsorganisationen betonen die Selbstbestimmung der lokalen armenischen Bevölkerung und glauben nicht, dass Arzach-Armenier unter dem dynastischen, autoritären Regime des aserbaidschanischen Präsidenten Ilham Alijew sicher leben können. Diese Einschätzung teilen auch die meisten ethnischen Armenier, was den Hintergrund für die Fluchtbewegung des Jahres 2023 bildete.

## Auftakt
Seit Dezember 2022 blockierte Aserbaidschan die Republik Arzach von der Außenwelt und verstieß damit gegen das Waffenstillstandsabkommen im Bergkarabachkrieg 2020 und internationale Rechtsnormen. Die aserbaidschanische Regierung beschlagnahmte Gebiete rund um den Latschin-Korridor sowohl in Arzach als auch in Armenien, blockierte auch Umgehungsrouten und richtete einen militärischen Kontrollpunkt ein. Aserbaidschan hatte auch wichtige zivile Infrastruktur für Arzach sabotiert, darunter Gas, Strom und Internetzugang.
Aserbaidschan nutzte den Umstand, dass Russland seit dem Überfall auf die Ukraine im Februar 2022 gebunden war und nicht mehr zugunsten Armeniens intervenieren konnte. Die Blockade ab dem 12. Dezember 2022 führte zu einer humanitären Krise für die Bevölkerung von Arzach. Die Einfuhr lebenswichtiger Güter sowie humanitäre Konvois des Roten Kreuzes und der russischen Friedenstruppen wurden blockiert, wodurch die 120.000 Einwohner der Region gefangen waren. Der Mangel an lebenswichtigen Gütern (einschließlich Strom-, Treibstoff- und Wasserreserven) war weit verbreitet und Notreserven wurden rationiert, hinzu kamen massive Arbeitslosigkeit und die Schließung von Schulen und öffentlichen Verkehrsmitteln.
Aserbaidschan behauptete, dass seine Maßnahmen darauf abzielten, den Transport von Waffen und natürlichen Ressourcen zu verhindern. Aserbaidschan gab außerdem an, dass sein Ziel die „Integration“ von Arzach in Aserbaidschan sei, trotz des Widerstands der lokalen Bevölkerung, und drohte früh mit Militäraktionen gegen Arzach. Dessen Regierung löste sich nicht auf.
Zahlreiche Länder, internationale Organisationen und Menschenrechtsbeobachter verurteilten die Blockade durch Aserbaidschan und betrachteten sie als eine Form hybrider Kriegsführung, ethnischer Säuberung und Völkermord. Mehrere internationale Beobachter betrachteten die Blockade und die Untätigkeit der russischen Friedenstruppen auch als Verstöße gegen das dreiseitige Bergkarabach-Waffenstillstandsabkommen von 2020 zwischen Armenien, Aserbaidschan und Russland, das den Zweiten Bergkarabach-Krieg 2020 beendete und eine sichere Durchfahrt durch den Latschin-Korridor garantieren sollte. Aserbaidschan und Russland ignorierten die Forderungen verschiedener Länder und internationaler Organisationen, die Bewegungsfreiheit durch den Korridor wiederherzustellen.
Zwei Wochen vor den militärischen Zusammenstößen veröffentlichte das Lemkin-Institut für Genozidprävention einen Bericht, in dem es hieß: „Es gibt alarmierende Beweise dafür, dass Präsident [Ilham] Alijew in naher Zukunft einen militärischen Angriff auf Arzach planen könnte“, und wies darauf hin, dass Alijew kürzlich ein neues Dekret unterzeichnet habe, das alle befähigten Bürger ab 18 Jahren dazu auffordert, sich zwischen dem 1. Oktober und dem 31. Oktober 2023 zum Militärdienst zu melden. Das Lemkin-Institut warnte außerdem: „Ein militärischer Angriff auf Arzach könnte zur Stufe des Massenmords im Völkermord führen. Es würde mit ziemlicher Sicherheit zur erzwungenen Vertreibung von Armeniern aus Arzach und zur weitverbreiteten Begehung völkermörderischer Gräueltaten führen … [und] … Arzachs Armenier würden ihre ausgeprägte Identität als Arzacher verlieren, eine Identität, die über Jahrhunderte – Jahrtausende – geschmiedet wurde, durch die unabhängige kulturelle Blüte in ihren Bergen und Tälern.“

## Angriff und Kämpfe

### 19. September

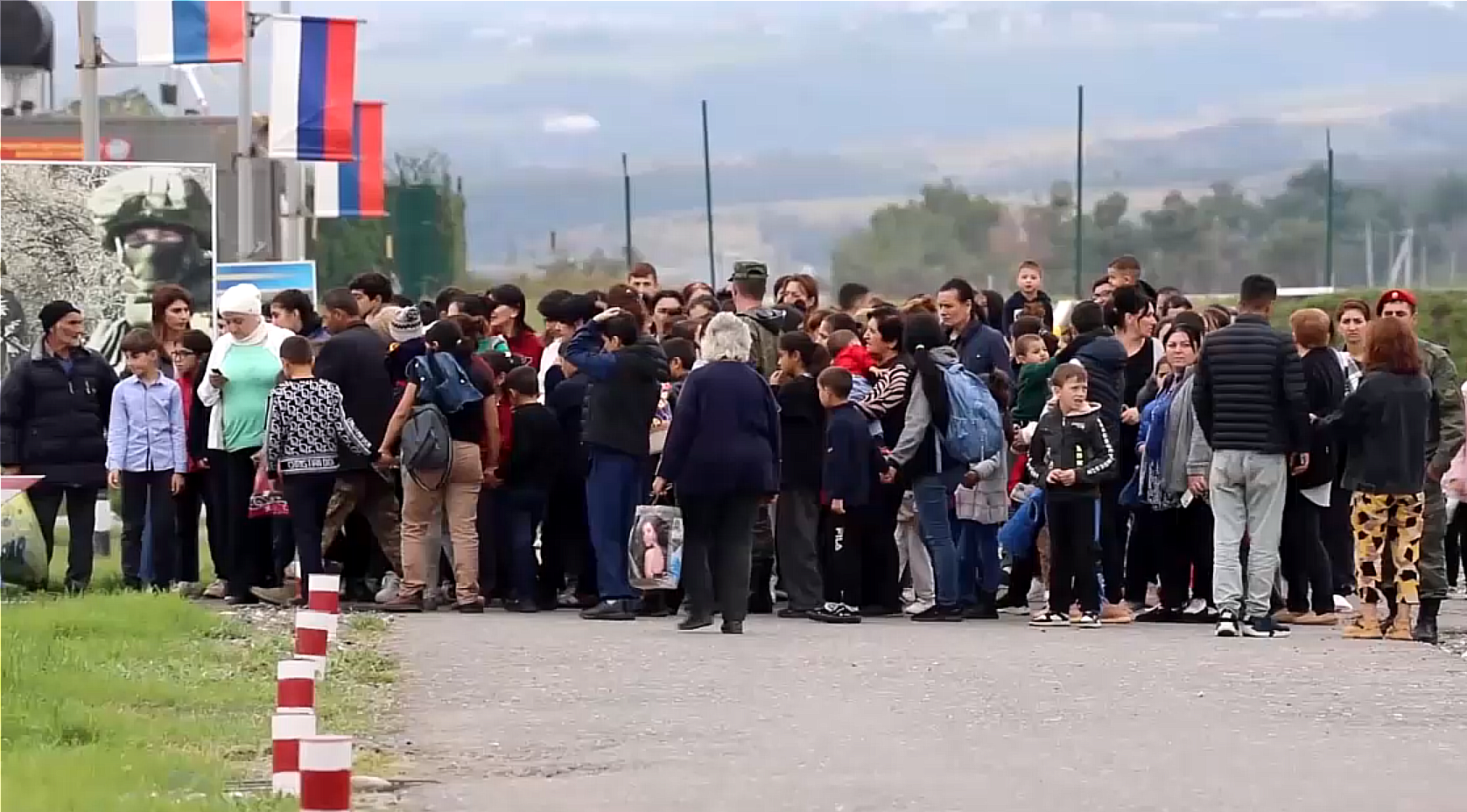
Armenier von Arzach wurden aus ihren Häusern evakuiert

Am 19. September 2023 startete Aserbaidschan unter Verstoß gegen die Waffenstillstandsbedingungen von 2020 eine groß angelegte Offensive gegen die Republik Arzach. Das aserbaidschanische Verteidigungsministerium behauptete, „lokale Anti-Terror-Aktivitäten“ durchzuführen, und als Vorwand dienten angebliche armenische Landminen, die den Tod von zwei aserbaidschanischen Zivilisten und vier Polizisten verursacht hätten. Das Ministerium forderte die Entwaffnung und den Abzug aller armenischen Soldaten sowie die bedingungslose Kapitulation und Auflösung der Republik Arzach. Die Erklärung endete mit der Mitteilung, dass die russischen Friedenstruppen und das gemeinsame russisch-türkische Beobachtungszentrum über die laufenden Aktivitäten informiert seien. Russland bestritt dies jedoch und fügte hinzu, dass seine Friedenstruppen erst „einige Minuten“ zuvor über die Angelegenheit informiert worden seien.

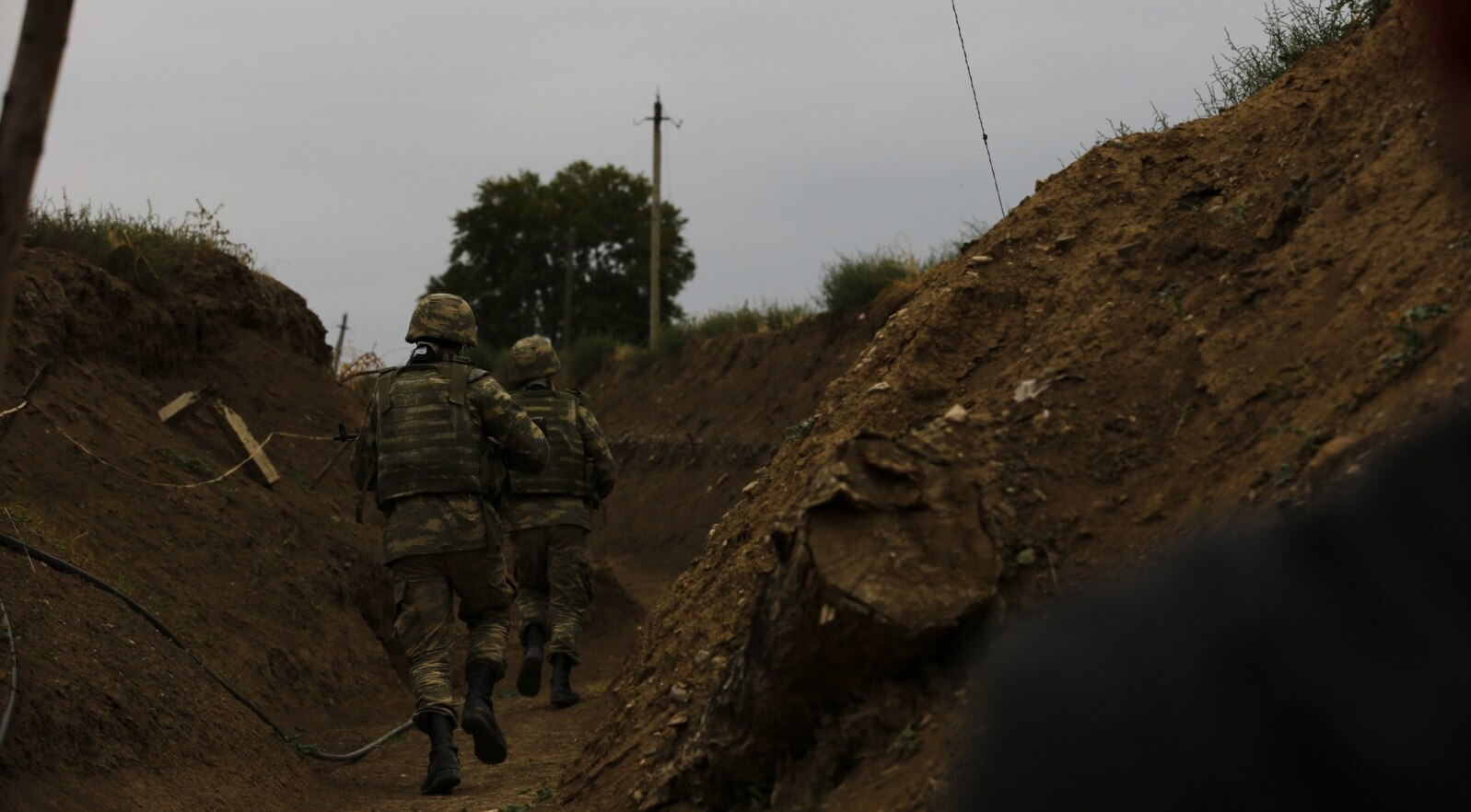
Aserbaidschanische Soldaten in Karabach

Aserbaidschan behauptete, dass keine zivilen Stellungen mit Waffen angegriffen würden, es sei jedoch klar, dass Angriffe in unmittelbarer Nähe von Großstädten und dicht besiedelten Gebieten durchgeführt würden. Dem widersprachen allerdings arzach-armenische Zivilisten, die übereinstimmend berichteten, diesmal wären deutlich flächendeckender zivile Ziele angegriffen worden als im Krieg 2020. Die Angriffe ereigneten sich inmitten der anhaltenden Blockade der Region durch Aserbaidschan. Aserbaidschan gab an, es habe „humanitäre Korridore und Aufnahmepunkte auf der Latschin-Straße und in anderen Richtungen“ eingerichtet, die „die Evakuierung der Bevölkerung aus dem gefährlichen Gebiet sicherstellen“ würden. Diese Ankündigungen wurden über SMS, Flugblätter und soziale Medien verbreitet und lösten bei den Bewohnern Ängste vor ethnischen Säuberungen aus. Die arzachischen Behörden warnten ihre Bewohner, dass „die aserbaidschanische Propagandamaschine groß angelegte Informations- und psychologische Einflussmaßnahmen einsetzt“. Die aserbaidschanische Cybersicherheitsbehörde schränkte vorübergehend den Zugang zu TikTok in Aserbaidschan ein.
Die Führung Arzachs bot Aserbaidschan Verhandlungen an, nachdem das Land seine Militäroffensive gestartet hatte. „Die karabachische Seite appelliert an die aserbaidschanische Seite, die Feindseligkeiten sofort einzustellen und sich an den Verhandlungstisch zu setzen, um die Situation zu regeln“, hieß es am späten Nachmittag. Die Präsidialverwaltung Aserbaidschans antwortete, dass sie bereit sei, sich mit Vertretern der Bergkarabach-Armenier in der aserbaidschanischen Stadt Yevlax zu treffen. Gleichzeitig wurde betont, dass die aserbaidschanische Offensive fortgesetzt wird, sofern Arzach seine Regierungsorgane und Streitkräfte nicht auflöst. Das aserbaidschanische Verteidigungsministerium teilte später mit, dass seine Streitkräfte mehr als 60 Militärposten erobert und bis zu 20 Militärfahrzeuge zerstört hätten. Die armenische Tageszeitung Azg berichtete, es gebe Behauptungen, Aserbaidschan habe die Dörfer Tscharektar und Getawan erobert. Die Generalstaatsanwaltschaft Aserbaidschans behauptete, armenische Streitkräfte hätten Schuscha mit großkalibrigen Waffen angegriffen und dabei einen Zivilisten getötet.
Die Behörden von Arzach sagten, dass die De-facto-Hauptstadt Stepanakert und andere Städte schwer beschossen würden, und warfen Aserbaidschan des Versuchs einer ethnischen Säuberung vor. Der Menschenrechtsbeauftragte von Arzach, Gegham Stepanyan, sagte, zwei Zivilisten, darunter ein Kind, seien getötet worden, während elf weitere verletzt worden seien, darunter acht Kinder. Am Ende des Tages berichtete Arzach, dass 27 Menschen getötet und mehr als 200 verletzt worden seien.

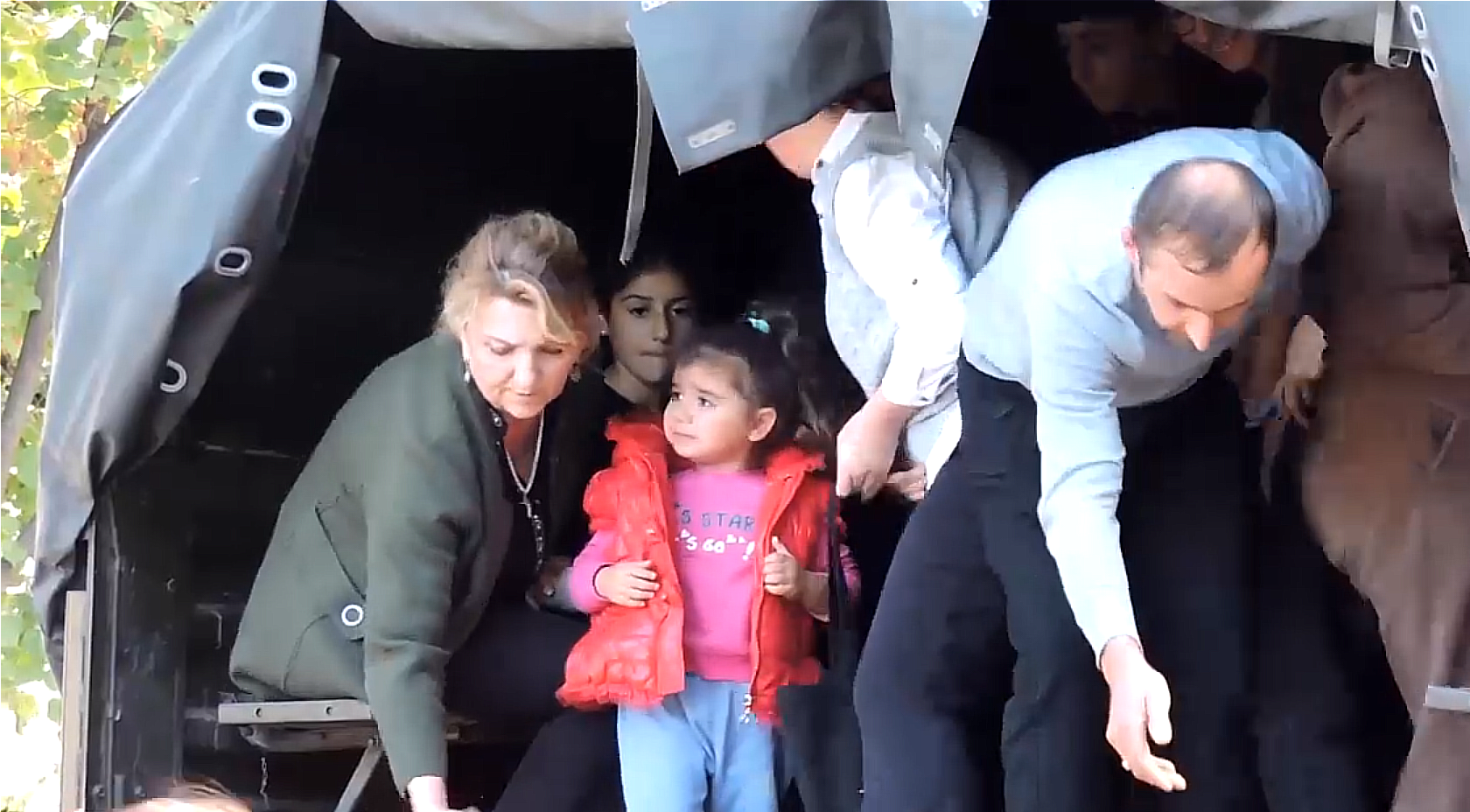
Von russischen Truppen vor der aserbaidschanischen Armee evakuierte Zivilisten

Die Behörden von Arzach berichteten, dass sie über 7000 Menschen aus 16 ländlichen Siedlungen evakuiert hätten, während russische Friedenstruppen 5000 weitere evakuierten. Die Sprecherin des russischen Außenministeriums, Marija Sacharowa gab bekannt, dass russische Lebensmittel und Medikamente über die Routen Latschin und Ağdam nach Arzach gelangten.

### 20. September

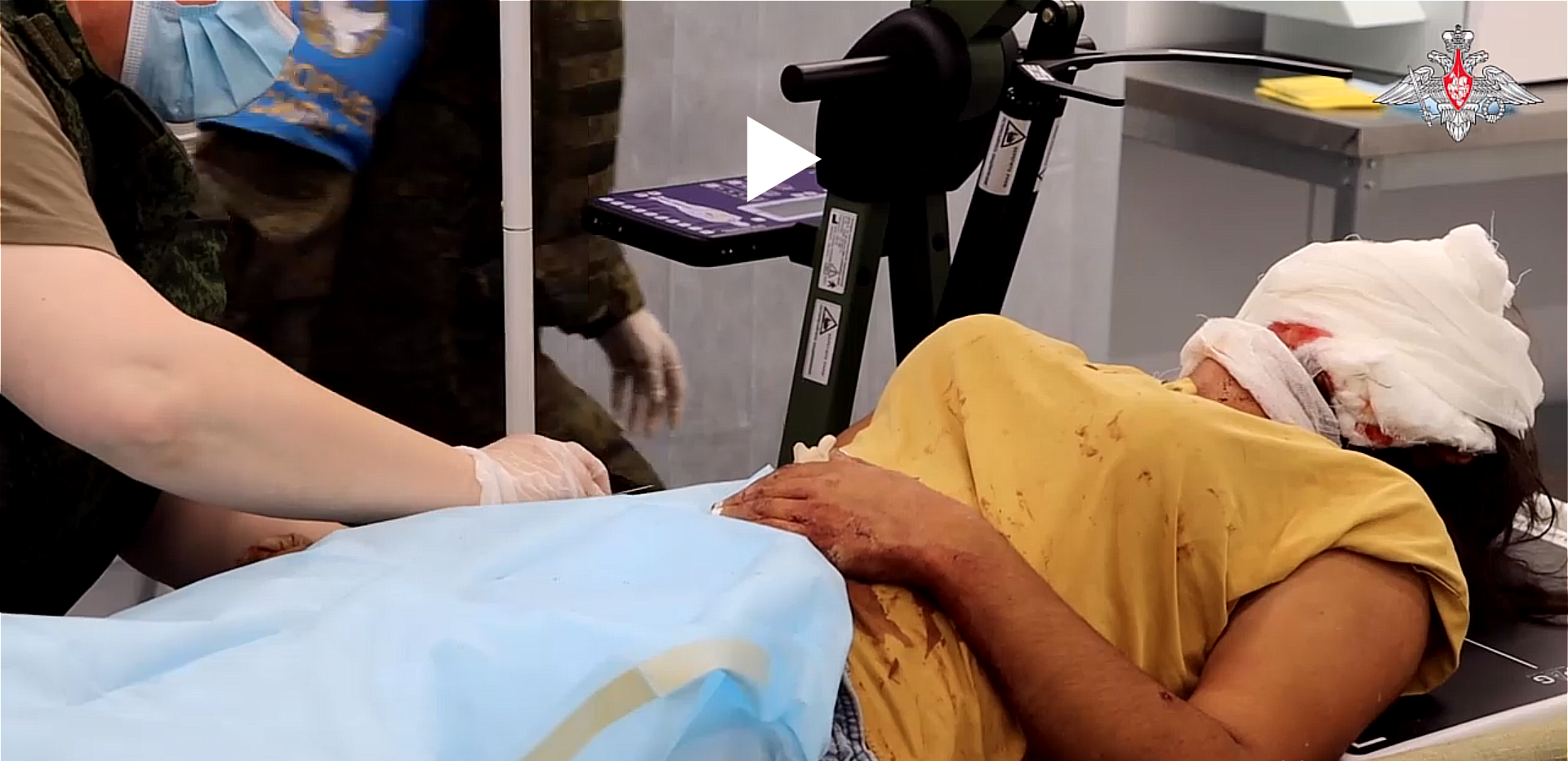
Verwundete armenische Zivilistin in Bergkarabach

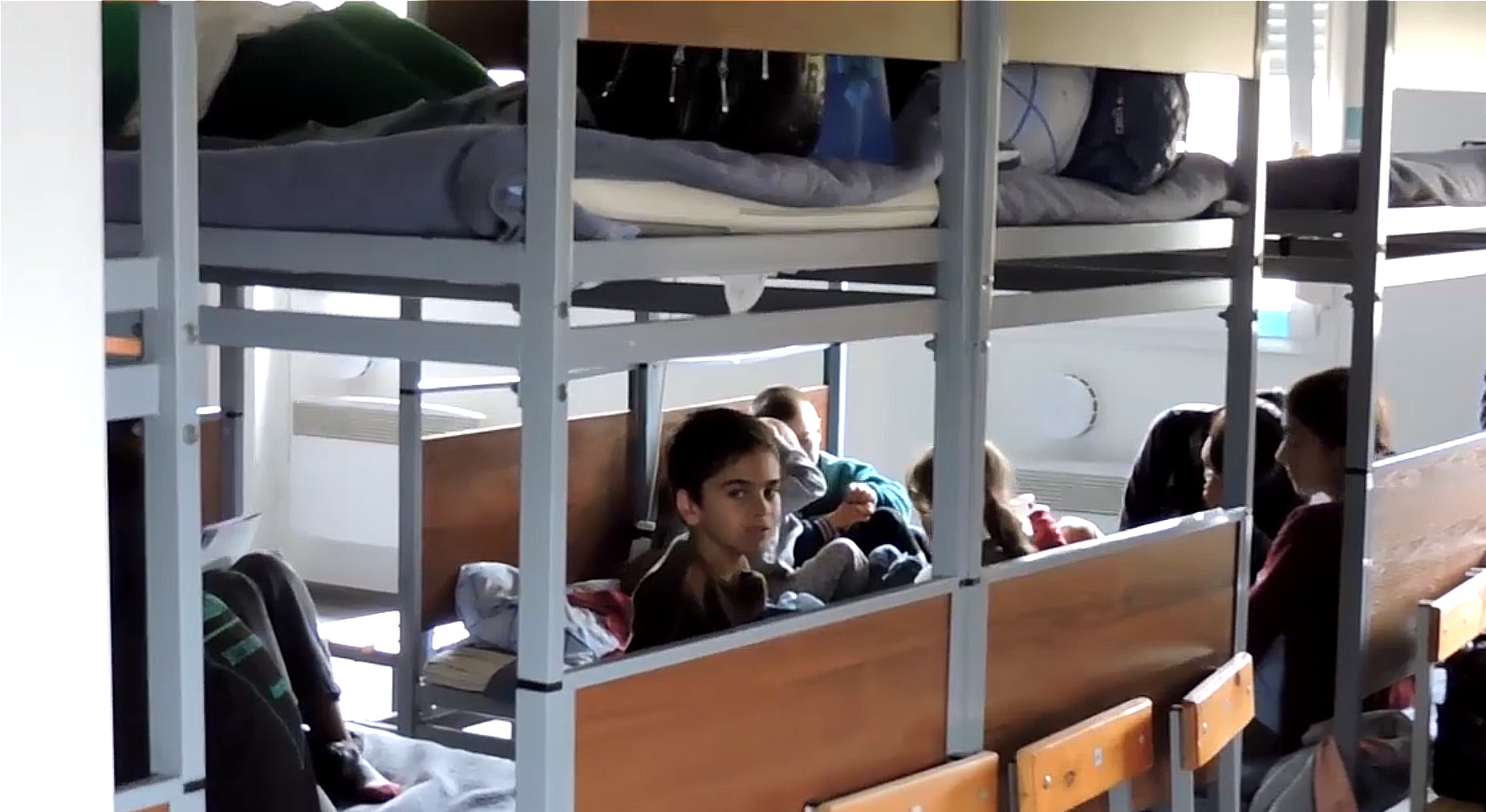
Während der aserbaidschanischen Angriffe in einer russischen Militärbasis untergebrachte armenische Kinder

Armenische Quellen berichteten, dass Asnawur Saghjan, der Bürgermeister von Martuni, von einem aserbaidschanischen Scharfschützen getötet wurde. Es wurde auch berichtet, dass das Kloster Amaras an der südlichen Frontlinie unter aserbaidschanische Kontrolle geraten sei. Die armenische Zeitung Azg berichtete, dass aserbaidschanische Truppen die Siedlungen Drmbon, Haraw, Tschanankatagh, Tschapar, Karmir Schuka, Chatschmatsch, Matschkalaschen, Saruschen, Schosch und Waghuhas erobert hätten. Darüber hinaus berichtete die armenische Tageszeitung Arawot, dass die Kaschen-Mine, eine der größten Steuereinnahmequellen der Regierung Arzachs, unter aserbaidschanische Kontrolle geraten sei. Der Präsident von Arzach, Samwel Schahramanjan, sagte: „Bergkarabach muss entsprechende Schritte unternehmen, um die physische Sicherheit der Bevölkerung zu gewährleisten.“
Die Behörden von Arzach stimmten einem Vorschlag der russischen Friedenstruppen zu, ab dem 20. September um 13:00 Uhr einen Waffenstillstand einzuführen. Gemäß den Bedingungen des Abkommens erklärte sich die Regierung der Republik Arzach bereit, alle verbliebenen Waffen abzugeben und mit der Regierung Aserbaidschans Gespräche über die Wiedereingliederung des Territoriums aufzunehmen. Zu den Forderungen Aserbaidschans gehörte die Forderung an Arzach und Armenien, Aserbaidschan eine Liste von Personen zur Strafverfolgung und vor Gericht zu übergeben, darunter ehemalige und aktuelle zivile und militärische Anführer von Arzach.
Nach der Ankündigung des Waffenstillstands begannen große Massen armenischer Zivilisten aus Arzach zu fliehen, viele von ihnen versammelten sich am Flughafen Stepanakert. Später kommentierte Nikol Pashinjan dies mit den Worten: „Es ist für mich offensichtlich, dass dies getan wird, um interne politische Unruhen und Chaos zu verursachen.“ Die armenische Regierung erklärte, sie sei nicht an der Ausarbeitung des Waffenstillstandsabkommens beteiligt gewesen, während der aserbaidschanische Präsidentengesandte Elchin Amirbekow sagte, dass russische Friedenstruppen zur Erleichterung des Waffenstillstands beigetragen hätten.
Oberst Anar Eyvazov, Sprecher des aserbaidschanischen Verteidigungsministeriums, gab bekannt, dass Aserbaidschan während der Operation 90 Kampfstellungen erobert habe. Er sagte auch, dass aserbaidschanische Streitkräfte sieben Kampffahrzeuge, einen Panzer, vier Mörser und zwei Infanterie-Kampffahrzeuge von armenischen Militäreinheiten als Trophäen erbeutet hätten.
Der Beschuss von Stepanakert wurde trotzdem fortgesetzt, bis sogar einige Stunden nach Inkrafttreten des Waffenstillstands das Stromnetz der Stadt unterbrochen wurde.
Laut einer Erklärung des russischen Verteidigungsministeriums wurden mehrere russische Soldaten in der Nähe des Dorfes Tschankatagh im Bezirk Tartar getötet, nachdem ihr Fahrzeug angegriffen wurde, als sie von einem Beobachtungsposten zurückkehrten. Das aserbaidschanische Verteidigungsministerium berichtete, dass „infolge des Beschusses die russischen Soldaten im Fahrzeug getötet wurden“, drückte Russland sein Beileid aus und versprach, eine Untersuchung der Vorfälle einzuleiten. Unter den Getöteten befand sich auch Hauptmann Iwan Kowgan, der stellvertretende Kommandeur der U-Boot-Streitkräfte der russischen Nordflotte und gleichzeitig stellvertretender Kommandeur der Friedenstruppe. Mit Unterstützung Aserbaidschans nahmen russische Friedenstruppen Verdächtige fest und ein aserbaidschanischer Befehlshaber wurde suspendiert. Präsident Ilham Aliyev entschuldigte sich anschließend telefonisch beim russischen Präsidenten Wladimir Putin für den Vorfall. Nach Angaben der Generalstaatsanwaltschaft Aserbaidschans eröffnete eine Gruppe von Militärangehörigen der aserbaidschanischen Armee das Feuer auf ein Auto mit russischen Friedenstruppen, da sie aufgrund des schwierigen Geländes und der neblig-regnerischen Wetterbedingungen fälschlicherweise glaubten, es handele sich um armenische Streitkräfte. Infolgedessen wurden fünf Friedenssoldaten getötet.

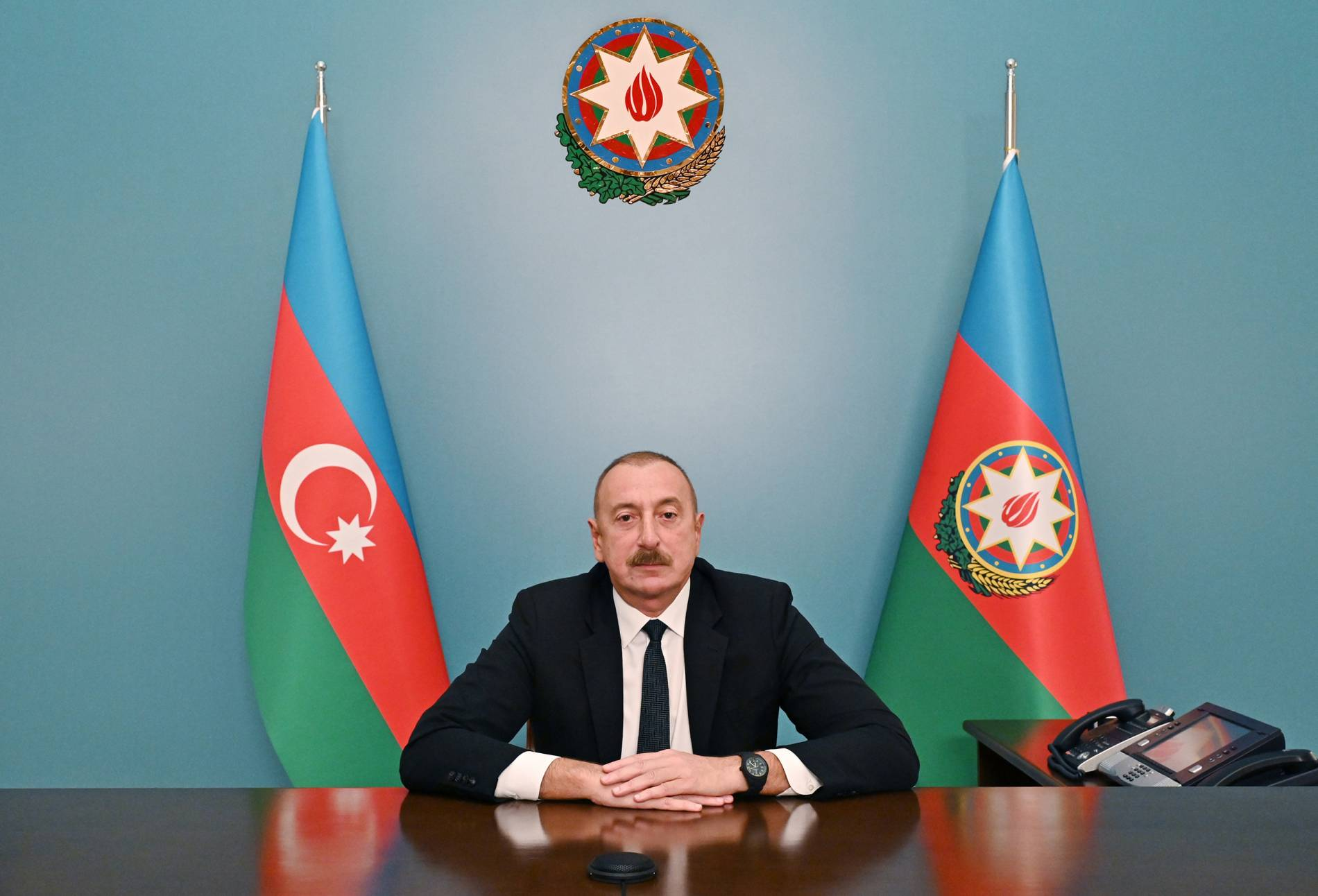
Ilham Aliyev spricht am 20. September 2023 an die Nation.

Armenien beschuldigte Aserbaidschan, in der Grenzstadt Sotk auf seine Soldaten geschossen zu haben, was Aserbaidschan bestritt.
Dawit Dawtjan, Bürgermeister von Mez Schen, berichtete, dass das Dorf auch nach dem Waffenstillstand 13:00 Uhr ein aktives Kampfgebiet geblieben sei und weiter von aserbaidschanischen Streitkräften belagert werde. Er berichtete auch, dass das Dorf Jeghzahogh von aserbaidschanischen Streitkräften dem Erdboden gleichgemacht wurde, bevor seine Bewohner evakuiert werden konnten.
In einer Fernsehansprache am Abend bekräftigte Präsident Aliyev, dass „Karabach Aserbaidschan ist“ und fügte hinzu, dass seine „eiserne Faust“ die Idee, dass Karabach ein separater armenischer Staat sei, zur Geschichte gemacht habe.

## Folgen der Offensive

### Ereignisse nach dem Waffenstillstand
In Yevlax fanden Verhandlungen zwischen Vertretern Bergkarabachs und Aserbaidschans statt, um Sicherheit, Rechte und „Fragen der Wiedereingliederung“ zu besprechen. Anwesend war auch der Leiter des Gemeinsamen Russisch-Türkischen Beobachtungszentrums, Oleg Semjonow. Die Gespräche, die zwei Stunden dauerten, endeten ohne formelle Einigung. In einer Erklärung der aserbaidschanischen Regierung hieß es, sie seien „konstruktiv und positiv“ und die weiteren Verhandlungen würden im Oktober fortgesetzt. Nach Angaben der Arzach-Delegation gerieten die Verhandlungen aufgrund einer „ganzen Reihe von Fragen“ ins Stocken, doch insbesondere als sie Sicherheitsgarantien forderten, dass die aserbaidschanische Regierung ethnische Armenier nicht zwingen würde, die Region Bergkarabach zu verlassen. Beide Seiten waren einig, dass die militärischen Aktion eingestellt würden. Aserbaidschan erklärte sich bereit, Nahrungsmittel und Treibstoff in die Region zu schicken.

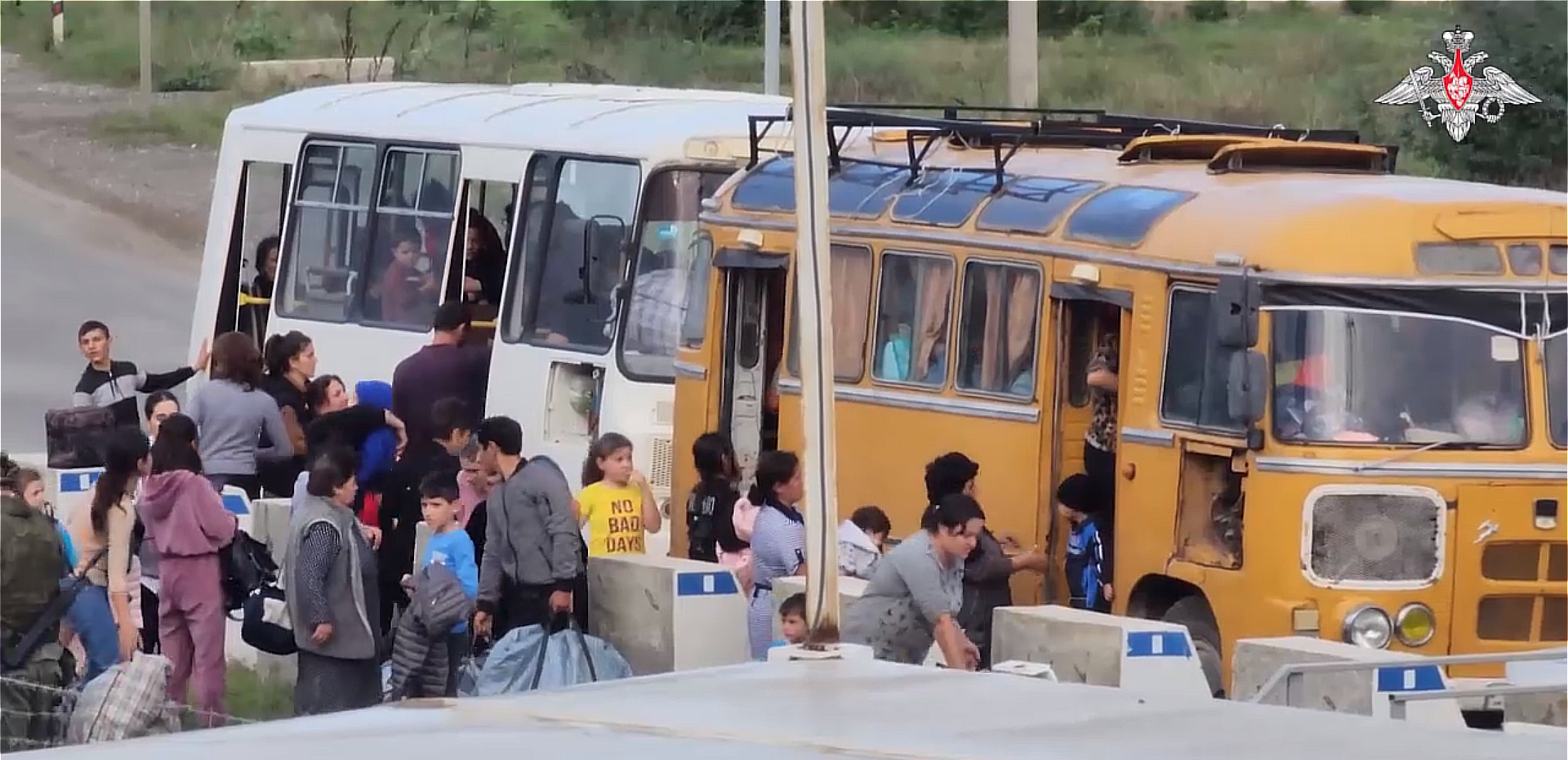
Flucht armenischer Zivilisten vor der aserbaidschanischen Armee am 21. September

Das Innenministerium von Arzach erklärte, dass das aserbaidschanische Militär gegen den Waffenstillstand verstoßen und Stepanakert weiterhin „mit verschiedenen Arten von Kleinwaffen“ beschossen habe. Die Rheinische Post berichtete nach Angaben von Anwohnern von Verstößen gegen die Waffenruhe durch aserbaidschanische Streitkräfte und Schüssen in Stepanakert. Es wurde berichtet, dass die Stromversorgung in Arzach nicht möglich sei, da mehrere Umspannwerke, die das Stromnetz speisen, unter aserbaidschanischer Kontrolle stünden. Der Stromversorger „Arzachenergo“ führe Restaurierungsarbeiten in Stepanakert durch. Russland verzeichnete zwei Fälle von Verstößen gegen den Waffenstillstand im Bezirk Schuscha und drei weitere Fälle im Bezirk Mardakert.
Auf einer Sitzung des Sicherheitsrats der Vereinten Nationen schlug Armenien die Entsendung einer Friedensmission der Vereinten Nationen nach Bergkarabach vor und forderte die Einrichtung eines internationalen Mechanismus für den Dialog zwischen Aserbaidschan und Vertretern der ethnischen armenischen Gemeinschaft in der Region.
Hikmet Həciyev, außenpolitischer Berater des aserbaidschanischen Präsidenten Ilham Alijew, erklärte, seine Regierung werde dafür sorgen, dass Zivilisten sicher in ihren eigenen Fahrzeugen auf den Straßen reisen können, die Bergkarabach mit Armenien verbinden. Er schlug außerdem vor, ehemaligen Kombattanten, die einer Entwaffnung zustimmen, eine Amnestie anzubieten.
Die Regierungssprecherin von Arzach, Armine Hayrapetjan, sagte gegenüber Agence France-Presse, dass aserbaidschanische Streitkräfte sich rund um Stepanakert positioniert hätten, was die Bewohner dazu veranlasste, sich aus Angst vor Tötungen in Kellern zu verstecken. Sie fügte außerdem hinzu, dass Stepanakert und andere Teile von Bergkarabach seit der aserbaidschanischen Offensive die meisten grundlegenden Dienstleistungen wie Strom, Gas, Lebensmittel, Treibstoff, Internet und Telefonverbindungen verloren haben. Aserbaidschan erklärte, es habe zwei 20-Tonnen-Lastwagen mit Lebensmitteln und Hygieneprodukten sowie zwei Lastwagen mit Brot von Ağdam nach Bergkarabach geschickt.
Auch der zweite Verhandlungstag endete trotz des Amnestieangebots für Arzach-Kommandeure und -Kämpfer in einer Sackgasse, da die Arzach-Delegation erklärte, die Fragen der humanitären Hilfe, der Sicherheitsgarantien und eines Versprechens der aserbaidschanischen Delegation, keine Armenier aus Bergkarabach zu vertreiben, seien ungelöst. Berichten zufolge soll in Schuscha ein Treffen zwischen dem Chef des aserbaidschanischen Sicherheitsdienstes, Ali Naghiyev, und Bergkarabachs Führer Samwel Shahramanjan stattgefunden haben.
Teile der Arzach-Verteidigungsstreitkräfte begannen, ihre Waffen an russische Friedenstruppen zu übergeben, wobei das russische Verteidigungsministerium die Übergabe von sechs gepanzerten Fahrzeugen, mehr als 800 Kleinwaffeneinheiten und 5.000 Schuss Munition bestätigte. Darüber hinaus verließ ein Konvoi von 15 Lastwagen der russischen Friedenstruppen Armenien in Richtung Bergkarabach über den Latschin-Korridor. Nach Angaben des russischen Verteidigungsministeriums wurden mehr als 50 Tonnen humanitäre Hilfe von russischen Friedenstruppen nach Bergkarabach geliefert.

Brand des Benzinlagers in der Nacht des 25. September

Die Regierung Aserbaidschans verkündete, sie habe eine Arbeitsgruppe unter der Leitung des stellvertretenden Premierministers Schahin Mustafayev eingerichtet, um soziale, humanitäre, wirtschaftliche und infrastrukturelle Probleme in Bergkarabach anzugehen.
Am 25. September explodierte an der Schnellstraße von Stepanakert nach Askeran ein Benzinlager, an dem viele Menschen vor der Flucht nach Armenien zum Auftanken anstanden. Die Ursache ist ungeklärt. Nach verschiedenen Angaben kamen zwischen 68 und 125 Menschen ums Leben und über 290 Menschen wurden verletzt.

### Flucht der armenischen Zivilbevölkerung Arzachs und „ethnische Säuberung“

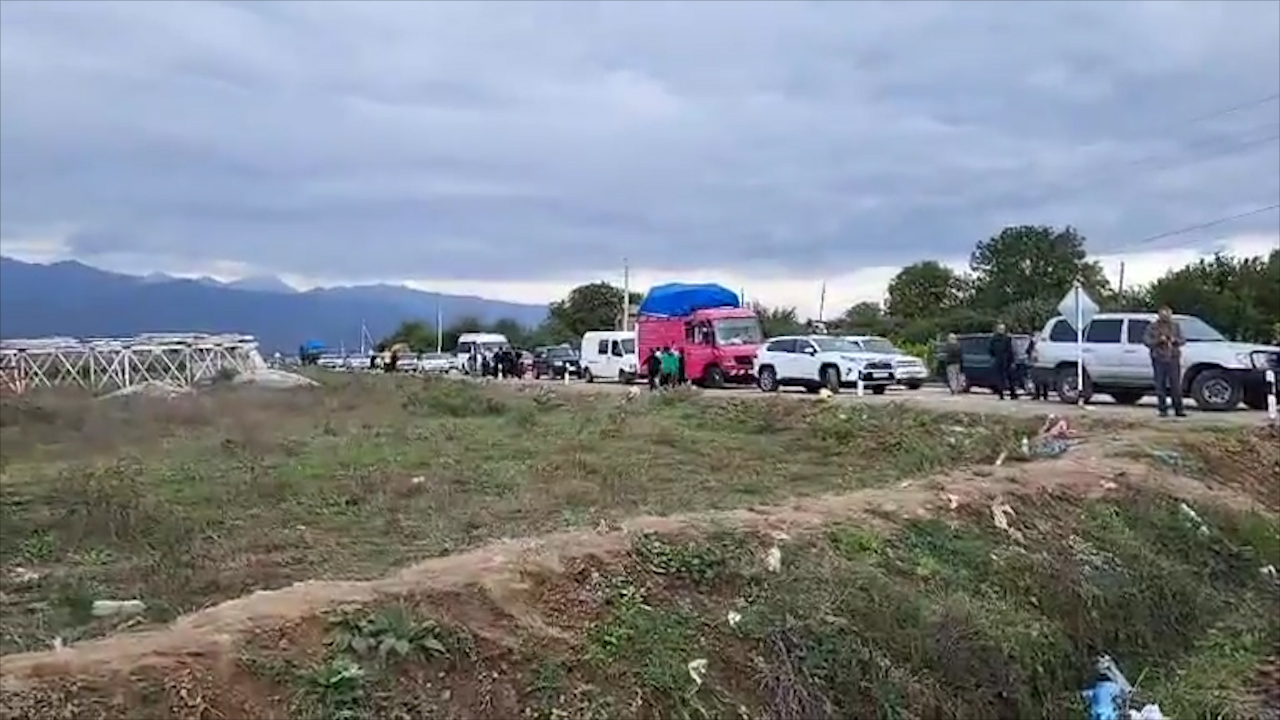
Flucht armenischer Zivilbevölkerung aus Bergkarabach nach Armenien am 26. September 2023 im Latschin-Korridor

Bereits in den folgenden Tagen begann die massenhafte Flucht der ethnisch armenischen Zivilbevölkerung Arzachs über den Latschin-Korridor nach Armenien, die nahezu die gesamte armenische Zivilbevölkerung erfasste. Zwei Wochen nach Ende der Kämpfe berichteten am 2. Oktober Al Jazeera English-Journalisten und eine UN-Beobachtermission aus Stepanakert (aserbaidschanisch Xankəndi) und fanden nur noch verlassene Ortschaften vor, Gesprächspartner berichteten ihnen, dass von den 120.000 armenischen Bewohnern Arzachs höchstens noch zwischen 50 und 1000 zumeist alte oder versehrte Bewohner ohne Transportmöglichkeit in Arzach geblieben seien.
Die Beteuerungen der aserbaidschanischen Regierung an die Weltöffentlichkeit und Maßnahmen zur Vorbereitungen der „Integration“ der Armenier in Aserbaidschan (allerdings ohne die Autonomie sowjetischer Zeit, die Aserbaidschan bereits im ersten Krieg um Bergkarabach 1988–94 administrativ abgeschafft hatte), werden von fast allen Bewohnern nicht als sichere Zukunft eingeschätzt. Ursachen sind neben der Befürchtung, in der Nachbarschaft aserbaidschanischer Mitbürger und Rückkehrer ohne international überwachte Sicherheitsgarantien nicht sicher leben zu können, auch die aktuelle aserbaidschanische Innenpolitik gegenüber Armeniern, auch in der letzten Zeit. Arzach entstand im ersten Bergkarabachkrieg 1988–94, der von beiden Seiten mit sich schnell steigernder gegenseitiger Grausamkeit von beiden Seiten – Massakern, Pogromen, „ethnischen Säuberungen“ und vollständigen Ausweisungen der jeweils anderen Bevölkerungsgruppe – geführt wurde (wie auch schon der Konflikt 1917–20) und vorerst mit einem Sieg Arzachs endete. 1994 waren alle Aserbaidschaner aus Armenien und aus Bergkarabach/Arzach (zusammen ca. 724.000) aber auch alle Armenier aus Aserbaidschan (ca. 300.000) getötet, vertrieben, ausgewiesen oder geflüchtet. In Aserbaidschan propagierten die Staatsmedien seither Rache und erklärten nicht nur die den Staat Armenien und die de facto-Republik Arzach, sondern alle ethnischen Armenier jahrzehntelang zu Staatsfeinden Aserbaidschans.
Selbst noch die in historischen Quellen seit der Spätantike und dem Frühmittelalter in Teilen des heutigen Aserbaidschan sicher nachgewiesene kirchlich-ethnische Minderheit der Armenier (in Bergkarabach seit dem Mittelalter die große Mehrheit) wird geleugnet. Die Armenier werden in veritabler Geschichtsfälschung zu fremden Invasoren in den letzten 200 Jahren in Aserbaidschan erklärt. Diese Ideologie richtet sich daneben sogar gegen das Territorium Armeniens, das als „historisches West-Aserbaidschan“ bezeichnet wird. Die zahlreichen mittelalterlichen und frühneuzeitlichen armenischen Baudenkmäler wurden in Aserbaidschan deshalb umgehend zu „albanischen“ Denkmälern (nicht zu verwechseln mit dem Staat in Südosteuropa, der Name kommt von dem antiken Reich Albania) erklärt, eine ethnische Gruppe, die seit dem Hochmittelalter in Wahrheit nur noch in einer kleinen Region Nordwest-Aserbaidschans, nördlich von Karabach, als (heute in Aserbaidschan nur noch über 3000) Udinen nachweisbar ist und die Aserbaidschan nationalistisch-ideologisch, aber fälschlich allein als Vorfahren der Aserbaidschaner instrumentalisiert. Tatsächlich assimilierten sie sich „Albaner“/Udinen meist schon im Mittelalter über das Katholikat von Albanien vorwiegend in die armenisch-christliche Bevölkerung, im Nordwesten (Heretien) auch in die christlich-orthodoxen Georgier, in anderen vorwiegend islamisierten Gebieten bis auf christliche Reste in die muslimischen Aserbaidschaner. Von dem erwähnten Rest, den Udinen, wurde im Krieg 1988–94 sogar nochmals die armenisch-christliche Mehrheit nach Russland und Armenien vertrieben oder wurde Opfer armenierfeindlicher Pogrome (siehe Hauptartikel Albania in der aserbaidschanischen Geschichtsschreibung). Seit dem Hochmittelalter beschreiben Quellen in Bergkarabach/Arzach, im Fürstentum Chatschen und den nachfolgenden fünf Meliktümern in Wahrheit nur noch Armenier, keine „Albaner“ mehr. Diese ideologische „Albanisierungspolitik“ zur Beseitigung des armenischen Erbes wurde auch in dem schon im Krieg um Bergkarabach 2020 von Aserbaidschan eingenommenen Drittel Bergkarabachs wiederholt (wie schon 1994, die armenische Seite betrieb aber eine vergleichbare Missachtung aserbaidschanischen Kulturerbes): einzelne Kirchen und Friedhöfe wurden zerstört, andere zu „albanischen Kirchen“ erklärt, oft wurden die armenischsprachigen Inschriften herausgemeißelt.
In Aserbaidschan werden arzach-armenischen Männer, die nach Alter am ersten Bergkarabach-Krieg 1988–94 teilgenommen haben, kriminalgerichtlich belangt. Es gibt bisher 59 Strafgerichtsprozesse auf Basis der Teilnahme am ersten Krieg. Die Verurteilten waren aufgrund ihres Alters meistens Zivilisten, die entweder im zweiten Bergkarabachkrieg 2020 von aserbaidschanischem Militär gefangen genommen wurden oder im Zuge der armenisch-aserbaidschanischen Grenzkonflikte entführt wurden. Erst am 13. Oktober 2023 begann in Baku der Prozess gegen einen 67-jährigen armenischen Zivilisten, der im Sommer versuchte hatte, für eine Herz-OP aus Arzach nach Armenien zu fahren, die ihm vorgeworfenen Kriegsverbrechen sind nach Recherchen der amerikanischen universitären Organisation Eurasianet möglicherweise fabriziert. und am 7. November 2023 wurde er zu 15 Jahren Haft verurteilt. Ein weiterer 61-jähriger, der im August 2023 von Arzach nach Armenien laufen wollte, wurde lange Zeit nur „illegaler Grenzübertritt“ (von Arzach nach Aserbaidschan) vorgeworfen, im November 2023 dann Beteiligung am Massaker von Chodschali. Etwa 300 führende arzachische Politiker und Beamte wurden am 3. Oktober 2023 in Aserbaidschan zur Fahndung wegen vorgeblicher Kriegsverbrechen ausgeschrieben. Die Ende September gegenüber der Weltöffentlichkeit angekündigte Amnestie wurde nicht eingeführt. Im Kontrast dazu ist kein Prozess und kein Urteil gegen Kriegsverbrecher der aserbaidschanischen Seite aus dem ersten und zweiten Krieg, trotz Zusicherung 2020 an die Weltöffentlichkeit bekannt, obwohl einige Täter leicht zu identifizieren sind.
Am 3. Oktober veröffentlichten aserbaidschanische Beamte eine Karte von Stepanakert aus dem Jahr 2021 und benannten eine seiner Straßen nach Enver Pascha, einem der Haupttäter des Völkermords an den Armeniern, mit Gültigkeit ab dem 10. Januar 2024 um.
Auch schon im Krieg um Bergkarabach 2020, bei dem ein Drittel der schon vor 1988 vorwiegend armenisch bewohnten vormaligen Autonomen Oblast Bergkarabach unter aserbaidschanische Kontrolle geriet (besonders die Provinz Hadrut und die Umgebung von Şuşa), hatte der aserbaidschanische Präsident der Weltöffentlichkeit beteuert, die armenischen Bewohner schützen und vor Ort belassen zu wollen. In Wirklichkeit kam es in dieser Zeit zu einigen Kriegsverbrechen und Tötungen armenischer Kriegsgefangener und in Gefangenschaft geratener armenischer Zivilisten (seltener auch an einigen aserbaidschanischen Zivilisten und Kriegsgefangenen durch die armenische Seite), die zum Teil spektakulär durch soziale Medien kursierten, die für armenische Zivilisten keine Sicherheit und Zukunft unter aserbaidschanischer Herrschaft erwarten ließ und zur Flucht aller armenischer Zivilisten (es soll 2020 auch einzelne Ausweisungen gegeben haben) im Stil „ethnischer Säuberungen“ führte. Entgegen den falschen Behauptungen gegenüber der Weltöffentlichkeit, wurde die Rückkehr in diesen Teil Bergkarabachs verweigert.
In dieser Offensive ist der Nachweis aserbaidschanischer Kriegsverbrechen, um eine vorsätzliche ethnische Säuberungen auszulösen, ungleich schwieriger, als im Krieg 2020 oder späteren Kampfhandlungen. Die armenischen Zivilisten hatten nach Monaten des Strom-Embargos keine aufgeladenen Handys, die aserbaidschanische Führung hatte bereits Anfang September aserbaidschanischen Soldaten und Zivilisten alle Filmaufnahmen um Militärbewegungen strikt verboten und durch eine Repressionswelle die bisher sehr aktiven, zahlreichen aserbaidschanischen Friedensaktivisten zum Schweigen gebracht. Während der Offensive hatte Aserbaidschan das Internet und TikTok in Bergkarabach abgeschaltet. Es gibt zahlreiche Berichte arzach-armenischer Flüchtlinge, dass der Beschuss der Zivilbevölkerungen diesmal wesentlich schlimmer, als 2020 war, einige Dörfer von aserbaidschanischen Einheiten umstellt und beschossen, ein weiteres vor den Augen der Bewohner zerstört wurde, die sich unter den Bedingungen des Informationsstopps, des Verlassens der Region und der Unerreichbarkeit für unabhängige internationale Untersuchungen schlecht beweisen lassen. Die Rechercheplattform Bellingcat hat einige der wenigen online gestellten Videos aserbaidschanischer Soldaten lokalisiert und verifiziert, die zeigen, wie sie zivile Wohnhäuser beschießen und zerstören. Am 19. Oktober 2023 gab die Menschrechtsbeauftragte Armeniens, Anahit Manasjan die Ergebnisse gerichtsmedizinischer Untersuchungen an den von arzach-armenischen Flüchtlingen mitgeführten Leichnamen von Opfern der Offensive bekannt. Mehrere Leichen zeigten demnach Spuren von Folterungen und Verstümmelungen, darunter an Frauen und Kindern, was den Charakter einer genozidalen ethnischen Säuberung durch Aserbaidschan stützt. Armenien wird diese Ergebnisse vor dem Internationalen Gerichtshof, vor dem Armenien eine Klage gegen Aserbaidschan eröffnet hat, als Beweismittel vorlegen.

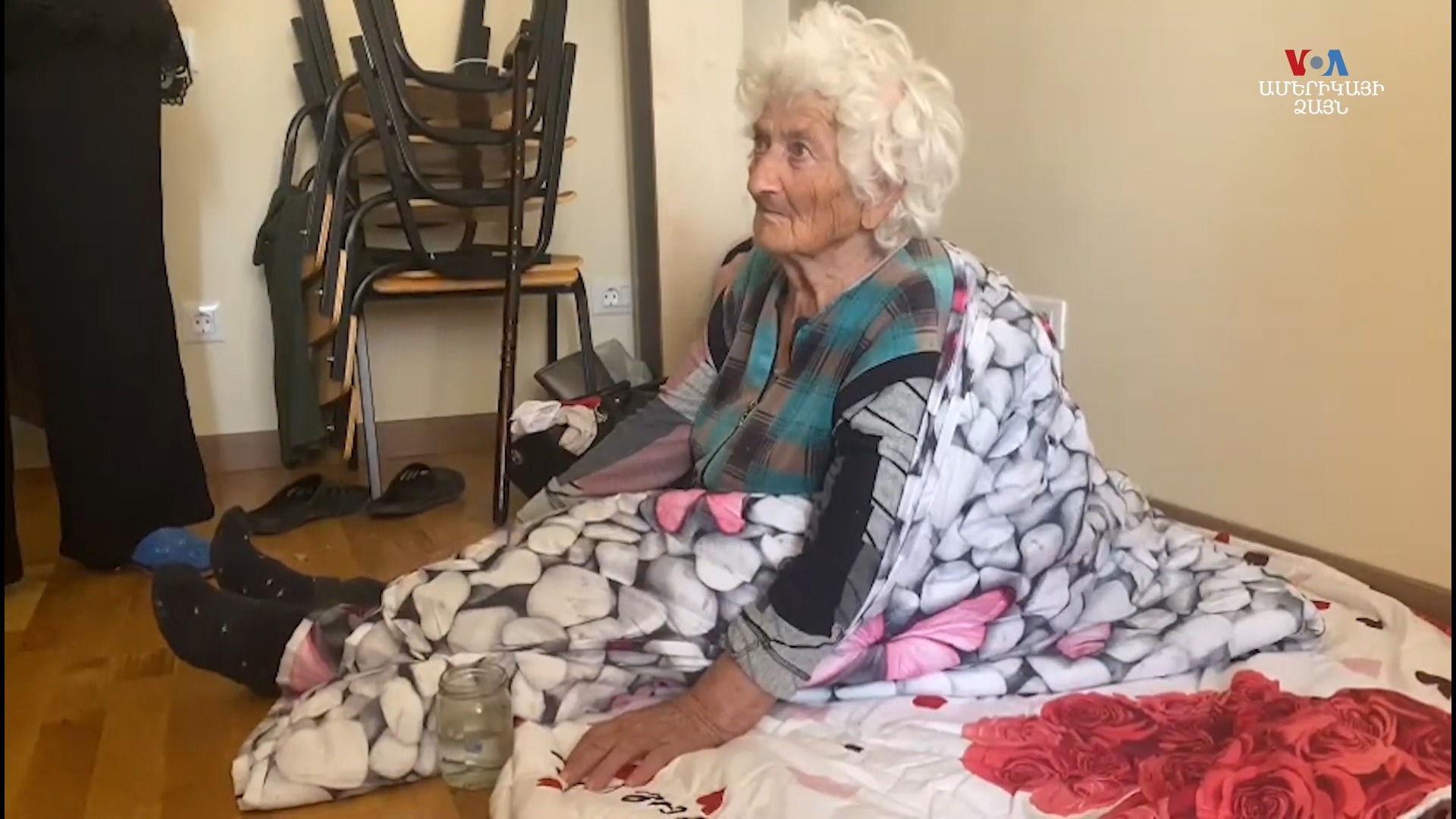
Zivilistin aus Arzach in einer Notunterkunft in Armenien

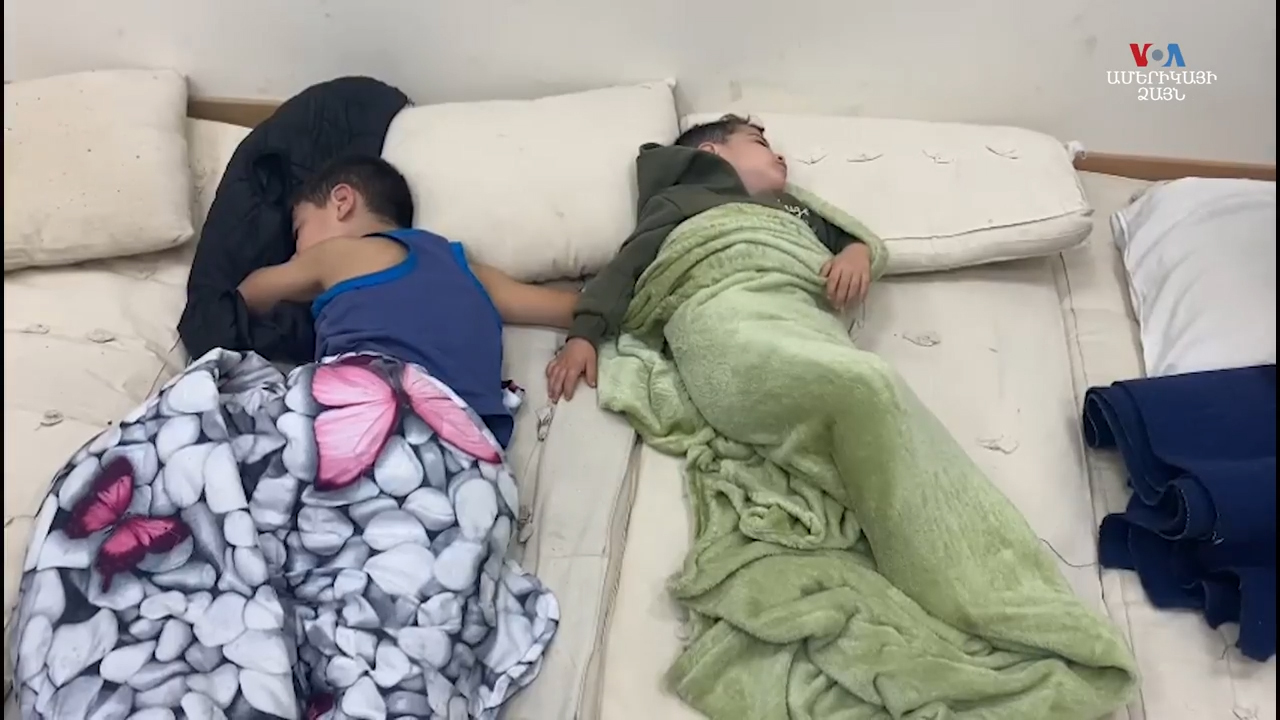
Kinder aus Arzach in einer Notunterkunft in Armenien

Bereits am 24. September 2023 besetzte die aserbaidschanische Armee Martakert (aserbaidschanisch Ağdərə) und am 26. September Martuni (aserbaidschanisch Xocavənd), die zweit- und drittgrößte Stadt Arzachs und umgebende Ortschaften, die in kürzester Zeit verlassen wurden. Nach Berichten armenischer Flüchtlinge hat die aserbaidschanische Armee dabei die armenischen Zivilisten aktiv in großer Eile zur vollständigen Flucht gezwungen („Von euch soll nichts übrig bleiben.“), was den Charakter der „ethnischen Säuberung“ im Gegensatz zu den Lügen an die Weltöffentlichkeit untermauern würde, die meisten armenischen Zivilisten berichten aber, dass sie vor Ankunft der aserbaidschanischen Armee von der russischen Armee sehr systematisch und organisiert evakuiert wurden. Es gibt bereits viele Argumentationen, die Flucht im Zusammenhang zu vorherigen Erfahrungen und der Blockade Arzachs als ethnische Säuberung zu werten, was Aserbaidschan aber bestreitet, das es als freiwillige Auswanderung darstellt. Diese in offiziellen Statements, besonders vom außenpolitischen Berater des Präsidenten Aserbaidschans, Hikmet Hajiyev (aserbaidschanisch Hikmət Hacıyev), häufig vorgetragene Version wurde von Präsident Alijew später unvermittelt zur Behauptung verändert, die arzachischen Behörden hätten die armenische Bevölkerung „gezwungen“, das Gebiet zu verlassen.
Eine sehr verbreitete Einschätzung ist, dass Aserbaidschan die Aggressionspolitik auch gegen Armenien (das in der aserbaidschanischen Propaganda als „West-Aserbaidschan“ historisch delegitimiert wird) zur Erreichung der Sangesur-Korridors wiederholen wird. Ein geplantes Gespräch mit dem armenischen Präsidenten Nikol Paschinjan und europäischen Regierungschefs in Granada, auf dem ab 5. Oktober 2023 über die internationale Überwachung der Rechte der Arzach-Armenier und strittige Grenzfragen zwischen Armenien und Aserbaidschan verhandelt werden sollte, ließ der aserbaidschanische Präsident Ilham Alijew wegen „antiaserbaidschanischer Atmosphäre“ platzen. Im Telefongespräch mit dem Präsidenten des EU-Rates Charles Michel forderte er stattdessen, die Herausgabe von acht von Armenien besetzten aserbaidschanischen Enklaven-Dörfern, ohne die von Aserbaidschan besetzte armenische Enklave Arzwaschen zu erwähnen. Am 13. Oktober 2023 schrieb die US-amerikanische Tageszeitung des Washingtoner Politbetriebes, Politico, dass der US-amerikanische Außenminister Antony Blinken in einem internen Telefongespräch mit Abgeordneten warnte, dass die Gefahr eines aserbaidschanischen Angriffs auf Südarmenien sehr hoch sei.
Am 2. Oktober 2023 gab das US-Außenministerium bekannt, dass es eine UN-Beobachtermission in Bergkarabach zur detaillierten internationalen Überprüfung der Vorwürfe ethnischer Säuberung und notfalls angemessenen Reaktion anstrebt. Das Europäische Parlament hat Aserbaidschan am 5. Oktober 2023 mit 491 Stimmen gegen neun Stimmen eine Politik „ethnischer Säuberungen“ vorgeworfen und forderten von der EU Sanktionen gegen führende aserbaidschanische Politiker und eine Reduzierung des Gasimports aus Aserbaidschan. Der amtierende Vorsitzende der OSZE und Außenminister Nordmazedoniens, Bujar Osmani, forderte internationale Beobachtermissionen in Bergkarabach, Rückkehrrecht und Einhaltung der Rechte und Sicherheiten der Karabach-Armenier und mehr internationale Hilfen für die Flüchtlinge und zur Erreichung eines für alle Seiten zufriedenstellenden Friedensabkommens. Die Parlamentarische Versammlung des Europarates (PACE), in dem Armenien und Aserbaidschan Mitglied sind, sah aufgrund der genauen Umstände in einer Resolution vom 12. Oktober einen „begründeten Verdacht“, dass die Flucht unter den armenierfeindlichen Bedingungen in Aserbaidschan und der vorherigen neunmonatigen Blockade Arzachs „einer ethnischen Säuberung gleichkommen“ könnte und forderte Aserbaidschan auf („noch ist es nicht zu spät, guten Willen zu zeigen“), internationale Beobachtermissionen in Bergkarabach zur Überprüfung zu organisieren, die Rückkehr der armenischen Zivilbevölkerung durch Schutz ihrer Rechte zu fördern und auch, die Landverbindung nach Nachitschewan und in die Türkei nicht gegen den Willen Armeniens durchzusetzen und gegenseitig die territoriale Integrität zu respektieren. Sie forderte Unterstützung der Mitgliedsländer für das gefährdete Armenien und die Freilassung/Amnestierung inhaftierter arzachischer Vertreter und der übrigen Gefangenen. Das aserbaidschanische Außenministerium wies die Resolution am Folgetag als „Verunglimpfung“ Aserbaidschans zurück und warf dagegen das (in aserbaidschanischen Staatsmedien seit einigen Monaten verstärkt propagierte) Rückkehrrecht der Aserbaidschaner nach Armenien in die Waagschale (aber nicht der Armenier nach Aserbaidschan außerhalb Bergkarabachs).
Das in Bergkarabach weiter aktive Internationale Rote Kreuz berichtete am 19. Oktober 2023, dass eine sehr kleine Zahl meist älterer armenischer Zivilisten zurückgeblieben sei, für die sie Telefonkontakte zu Verwandten in Armenien organisieren und die nach Ende aller Versorgungs-Infrastruktur von ihm entweder humanitär versorgt, oder auf Wunsch ihre Evakuierung nach Armenien organisiert wird. Einige wollen bleiben, einige evakuiert werden. Nach Recherchen der amerikanischen Kriegsjournalistin Lindsey Snell vom 26. Oktober 2023 wurden ihnen ihre armenischen Pässe abgenommen, aber die versprochenen aserbaidschanischen noch nicht ausgegeben worden und Anrufe an ihre Verwandten nur noch unter aserbaidschanischer Beobachtung möglich.

### Auflösung Arzachs und Verhaftung führender Politiker
Nach einer weiteren gescheiterten Verhandlungsrunde in Xocalı unterzeichnete am 28. September der Präsident von Arzach, Samwel Shahramanyan, ein Dekret, das besagte, dass alle staatlichen Institutionen bis zum 1. Januar 2024 aufgelöst würden, was das Ende der Existenz der abtrünnigen Republik bedeuten würde.
Aserbaidschanische Medien berichteten am 29. September, dass in Yevlax ein drittes Treffen zwischen Vertretern der karabach-armenischen Gemeinschaft und Beamten der aserbaidschanischen Regierung stattgefunden habe. In Stepanakert wurden aserbaidschanische Polizeifahrzeuge gesehen und Beamte hissten die aserbaidschanische Flagge auf dem Wir sind unsere Berge-Denkmal der Stadt.
Am 2. Oktober fand in Stepanakert eine vierte Gesprächsrunde statt, bei der die aserbaidschanischen Behörden ihre Pläne für die „Wiedereingliederung“ der Region darlegten.
Berichten zufolge überprüften aserbaidschanische Streitkräfte im Rahmen ihrer Suche nach „Kriegsverbrechern“ an Grenzkontrollpunkten nach Armenien flüchtende Flüchtlinge. Der aserbaidschanische Staatsgrenzdienst nahm im Latschin-Korridor mehrere Arzach-Beamte fest, als sie versuchten, nach Armenien einzureisen, darunter den ehemaligen Armeekommandanten und Verteidigungsminister Lewon Mnatsakanjan, den ehemaligen stellvertretenden Armeekommandanten Dawit Manukjan und den russisch-armenischen Milliardär Ruben Wardanjan, der ehemalige Staatsminister (entspricht Ministerpräsident, Oktober 2022–Februar 2023). Der ehemalige Außenminister Dawid Babajan ergab sich in Schuscha den aserbaidschanischen Behörden. Der aserbaidschanische Präsidentenberater Hikmat Hadschijew bestätigte später, dass bis zu sechs Personen wegen „Kriegsverbrechen“ festgenommen worden seien.
Am 1. Oktober erließ der aserbaidschanische Generalstaatsanwalt Kamran Alijew Haftbefehle gegen den ehemaligen Arzach-Präsidenten Arajik Harutjunjan und den Militärkommandanten Dschalal Harutjunjan wegen ihrer Rolle bei den Gəncə-Raketenangriffen im Jahr 2020 während des Zweiten Bergkarabach-Krieges und fügte hinzu, dass es noch 300 weitere separatistische Beamte gab gegen sie wurde wegen mutmaßlicher Kriegsverbrechen ermittelt.
Am 3. Oktober nahm der Staatssicherheitsdienst Aserbaidschans die ehemaligen Präsidenten Arkadi Ghukassjan, Bako Sahakjan und Arajik Harutjunjan sowie den Präsidenten der Nationalversammlung Dawit Ischchanjan fest.
Die aserbaidschanische Armee, die Anfang Oktober schrittweise in den entwaffneten und verlassenen Restgebieten Arzachs einrückte, bestimmte am 16. Oktober 2023 einen Stadtkommandanten für die Hauptstadt Stepanakert (aserbaidschanisch Xankəndi). Am selben Tag kam die Nachricht, dass die geflüchteten Reste der Regierung, Verwaltung, Parlament und Gericht ihren Exilsitz (für Renten, u. a. Belange der Bürger) in der vormaligen Botschaft der Republik Arzach in Armeniens Hauptstadt Jerewan unter Präsident Schahramanjan eröffnet hat.
Am 14. Oktober 2023 empfing der aserbaidschanische autokratische Präsident Ilham Alijew in Baku den Präsidenten der Türkischen Republik Nordzypern, Ersin Tatar, ein separatistisches De-facto-Regime innerhalb Zyperns, das international und völkerrechtlich wie Arzach nicht anerkannt ist und unter sehr ähnlichen Bedingungen entstand. Dabei vereinbarten sie weitere Vertiefungen politisch–kultureller Zusammenarbeit, Alijew sprach sich für den nordzyprischen Beobachterstatus in der Organisation der Turkstaaten aus und Tatar gratulierte sogar zur Wiederherstellung der Souveränität Aserbaidschans. Mit dem Zeitpunkt demonstrierte Alijew, dass die völkerrechtliche Norm auf territoriale Integrität als Teil des Rechts auf staatliche Souveränität, auf die er international bezüglich Arzach stets kompromisslos beharrte, kein Maßstab seines eigenen politischen Handelns ist. Beziehungen zwischen Aserbaidschan und dem bisher nur von der Türkei anerkannten und gestützten separatistischen de-facto-Regime Nordzypern begannen schon 2004, bargen aber vor der Offensive gegen Arzach stets die Gefahr, dass die Republik Zypern und Griechenland reziprok mit engeren Beziehungen zu Arzach oder seiner Anerkennung antworten könnten.

## Gründe für schnellen Zusammenbruch Arzachs
Nikolai Mitrochin, Forscher an der Universität Bremen, führte die Geschwindigkeit des aserbaidschanischen Sieges auf die demografische Überlegenheit sowohl gegenüber Bergkarabach als auch gegenüber Armenien zurück und darauf, dass letztere es nicht geschafft haben, ihre Verteidigung und ihre Strategien gegen das modernisierte aserbaidschanische Militär zu stärken. Man versäumte den Bau einer zweiten Verteidigungslinie, insbesondere in Hochburgen in den Bergen. Man operierte mit veralteter Taktik und berücksichtigte keine neuen militärischen Entwicklungen. Die vorhandene militärische Ausrüstung wurde schlecht getarnt. Drohnen oder auf Geländewagen montierte mobile Artillerie fehlten. Schon während des 44-tägigen Krieges im Jahr 2020 bewegten sich separatistische und armenische Truppen in großen Gruppen oder in Lastwagen. Ihre Schützengräben waren breit, aber flach, und ihre Artillerie und Stellungen blieben tagelang an Ort und Stelle und wurden zu einem leichten Ziel für feindliche Drohnen. Mitrochin führte den Zusammenbruch des bergkarabachischen Militärs auch auf die Schwäche und Korruption sowohl in der bergkarabachischen als auch der armenischen Wirtschaft zurück, sodass Geld fehlte, um das Militär ausreichend zu finanzieren. Er wies auch darauf hin, dass diese Faktoren bereits zum letzten aserbaidschanischen Sieg im Jahr 2020 beigetragen hätten.